# Колесники (Браславский район)
Колесники (бел. Калеснікі) — деревня в Браславском районе Витебской области Беларуси. Входит в состав Тетерковского сельсовета.

## География
Деревня находится в западной части Витебской области, на восточном берегу озера Иказнь, к северу от автодороги Р-14, на расстоянии приблизительно 14 километров (по прямой) к востоку от города Браслав, административного центра района. Абсолютная высота — 154 метра над уровнем моря. Площадь населённого пункта — 0,27 км².

## История
По состоянию на 1905 год, в имении проживало 11 человек (7 мужчин и 4 женщины). В административном отношении входило в состав Перебродской волости Дисненского уезда Виленской губернии.
В 1921 году входила в состав гмины Пшебродзе Дисенского повета Виленского воеводства Второй Польской республики. Числилось 125 жителей (65 мужчин и 60 женщин), проживавших в 21 доме. В этническом составе населения того периода поляки составляли 80,8 %, белорусы — 19,2 %. В конфессиональном составе населения преобладали старообрядцы (83,2 %), также были представлены католики (16,8 %).

## Население
По данным переписи 2019 года, в деревне проживало 8 человек.
| Год  | Население, человек |
| ---- | ------------------ |
| 1905 | 11                 |
| 1921 | ↗ 125              |
| 2009 | ↘ 20               |
| 2019 | ↘ 8                |